# Bourguignon
Bourguignon ist eine französische Gemeinde mit 880 Einwohnern (Stand: 1. Januar 2022) im Département Doubs in der Region Bourgogne-Franche-Comté.

## Geographie
Bourguignon liegt auf 343 m, drei Kilometer nördlich von Pont-de-Roide-Vermondans und etwa elf Kilometer südlich der Stadt Montbéliard (Luftlinie). Das Dorf erstreckt sich in der Talebene des Doubs am linken Ufer des Flusses, im nördlichen französischen Jura zwischen den Höhen von Grands Bois im Westen und Chassagne im Osten.
Die Fläche des 5,56 km² großen Gemeindegebiets umfasst einen Abschnitt des französischen Juras. Der zentrale Teil des Gebietes wird von der Talebene des Doubs eingenommen, der hier mit mehreren Windungen durch eine flache Talniederung von etwas mehr als einem Kilometer Breite nach Norden fließt. Flankiert wird das Tal auf beiden Seiten von steilen Hängen, die an verschiedenen Orten von Kalkfelsbändern durchzogen und durch mehrere Erosionsrinnen untergliedert werden. Im Osten reicht der Gemeindeboden bis an den Hang von Chassagne. Nach Westen erstreckt sich das Gemeindeareal auf die Tafeljurahochfläche der Grands Bois, auf der mit 554 m die höchste Erhebung von Bourguignon erreicht wird. Sie ist überwiegend bewaldet (Bois de Mont Pourrion). Hier entspringt der Ruisseau de Varembourg, fließt durch ein Erosionstal und mündet beim Dorf in den Doubs.
Zu Bourguignon gehört die Siedlung Les Forges (345 m) am Doubs am südlichen Ortsrand. Nachbargemeinden von Bourguignon sind Mathay im Norden, Mandeure und Écurcey im Osten, Pont-de-Roide-Vermondans im Süden sowie Écot im Westen.

## Geschichte
Das Gemeindegebiet von Bourguignon war schon sehr früh besiedelt. Die frühesten Zeugnisse der Anwesenheit des Menschen stammen aus dem Neolithikum. Verschiedene Mauerfundamente belegen die Existenz einer gallischen Burganlage und einer römischen Villa. Ferner wurden verschiedene Münzfunde gemacht.
Im Mittelalter gehörte Bourguignon zum Gebiet der Herrschaft Neuchâtel. Zusammen mit der Franche-Comté gelangte das Dorf mit dem Frieden von Nimwegen 1678 an Frankreich. Um 1730 wurden am Doubs die Eisenwerke von Bourguignon gegründet, womit sich das Dorf im 19. Jahrhundert zu einem wichtigen Standort der eisenverarbeitenden Industrie entwickelte.

## Sehenswürdigkeiten
Die dreischiffige Kirche Sainte-Anne wurde 1836 an der Stelle einer früheren Kapelle in pseudo-korinthischen Stilformern errichtet. Als Pfarrhaus dient heute ein Herrschaftssitz mit viereckigem Turm, der 1526 erbaut wurde. Zu den Bauten des Industriezeitalters zählen die Eisenwerke (18. Jahrhundert) und der ehemalige Bahnhof (19. Jahrhundert).

Kirche Sainte-Anne in Bourguignon
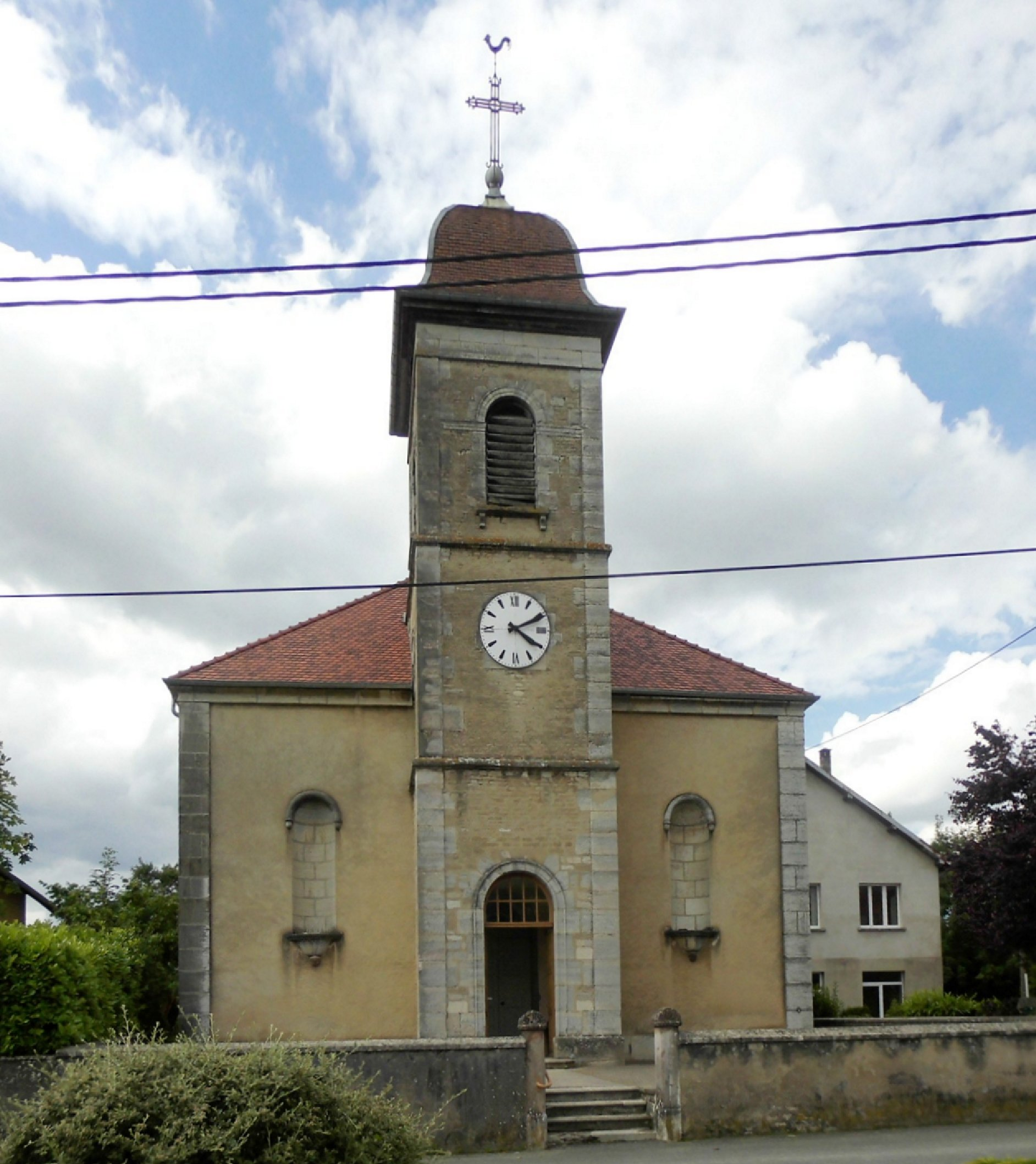
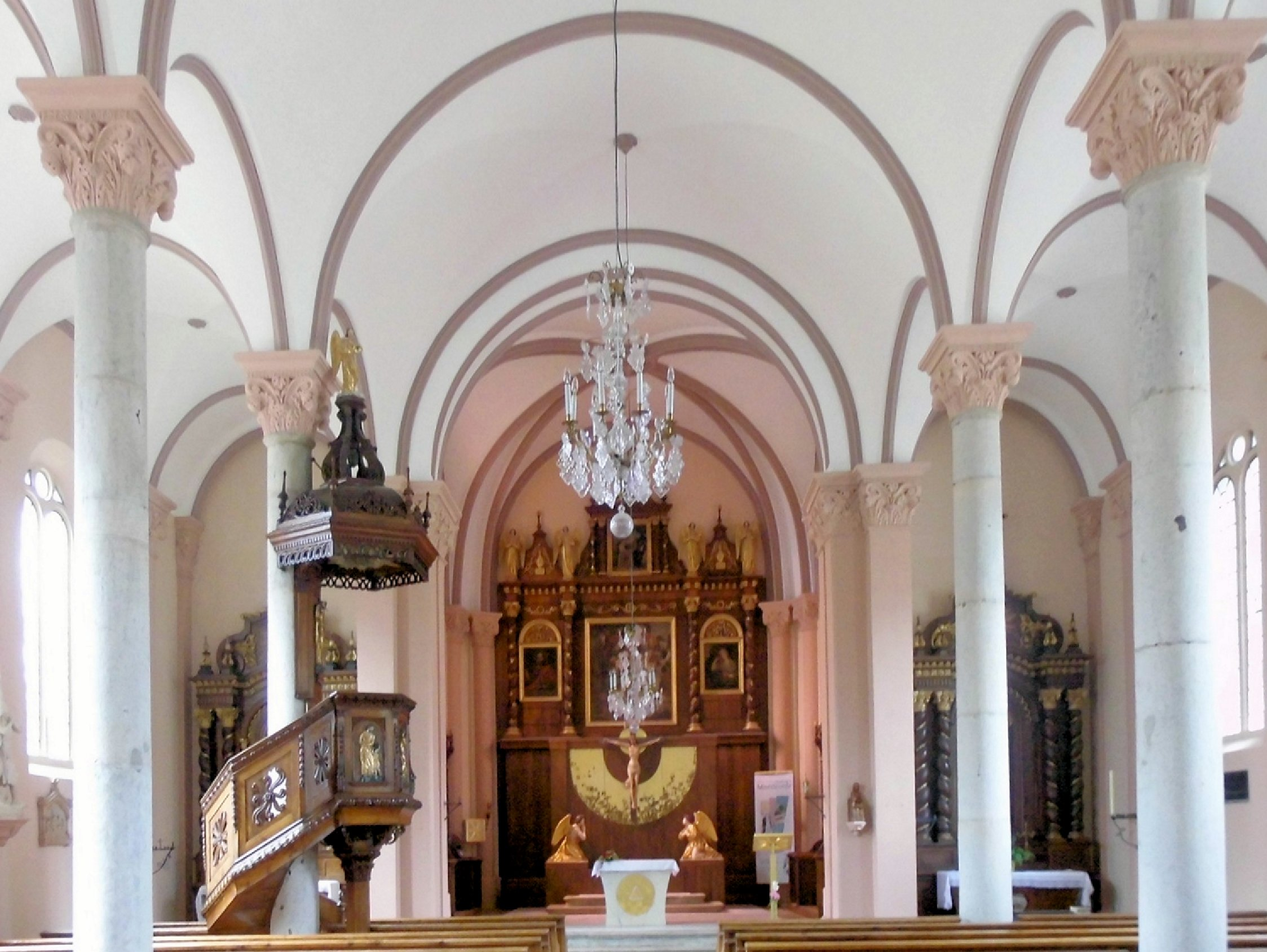

## Bevölkerung
| Jahr                       | 1962 | 1968 | 1975 | 1982 | 1990 | 1999 | 2018 |
| Einwohner                  | 685  | 653  | 770  | 754  | 824  | 903  | 905  |
| Quellen: Cassini und INSEE |      |      |      |      |      |      |      |

Mit 880 Einwohnern (Stand 1. Januar 2022) gehört Bourguignon zu den kleinen Gemeinden des Départements Doubs. Nachdem die Einwohnerzahl in der ersten Hälfte des 20. Jahrhunderts stets im Bereich zwischen 400 und 600 Personen gelegen hatte, wurde seit Beginn der 1960er Jahre ein deutliches Bevölkerungswachstum verzeichnet.

## Wirtschaft und Infrastruktur
Schon im Verlauf des 19. Jahrhunderts entwickelte sich Bourguignon zu einem Industriestandort. Heute sind in der Gemeinde ein Unternehmen der Metallverarbeitung sowie verschiedene Betriebe des Klein- und Mittelgewerbes ansässig. Mittlerweile hat sich das Dorf auch zu einer Wohngemeinde gewandelt. Viele Erwerbstätige sind deshalb Wegpendler, die in den größeren Ortschaften der Umgebung und in der Agglomeration Montbéliard ihrer Arbeit nachgehen.
Die Ortschaft ist verkehrstechnisch gut erschlossen. Sie liegt an der Hauptstraße D437, die von Montbéliard via Pont-de-Roide nach Morteau führt. Der nächste Anschluss an die Autobahn A36 befindet sich in einer Entfernung von ungefähr sechs Kilometern. Die 1886 eingeweihte Bahnlinie von Montbéliard nach Pont-de-Roide dient heute nur noch dem Güterverkehr. Eine Buslinie, die von Montbéliard nach Maîche verkehrt, schließt Bourguignon an das Netz des öffentlichen Verkehrs an.